# Cathédrale Sainte-Marie de Solsona
Cette  cathédrale n’est pas la seule cathédrale Sainte-Marie.
La cathédrale Sainte-Marie (en espagnol : catedral de Santa María de Solsona) est une cathédrale située à Solsona, dans la communauté autonome de Catalogne, en Espagne.
La majeure partie de la construction date du XIVe siècle. Du temple roman consacré en 1163, il reste l'abside et le campanile. Le monastère était adossé à ses murs, il correspond aujourd'hui au palais épiscopal.
La cathédrale actuelle est de style gothique, construite à partir de 1299 et terminée en 1630 avec le presbytère.
Élevée au rang de basilique mineure en 1953, elle est la cathédrale du diocèse de Solsona.

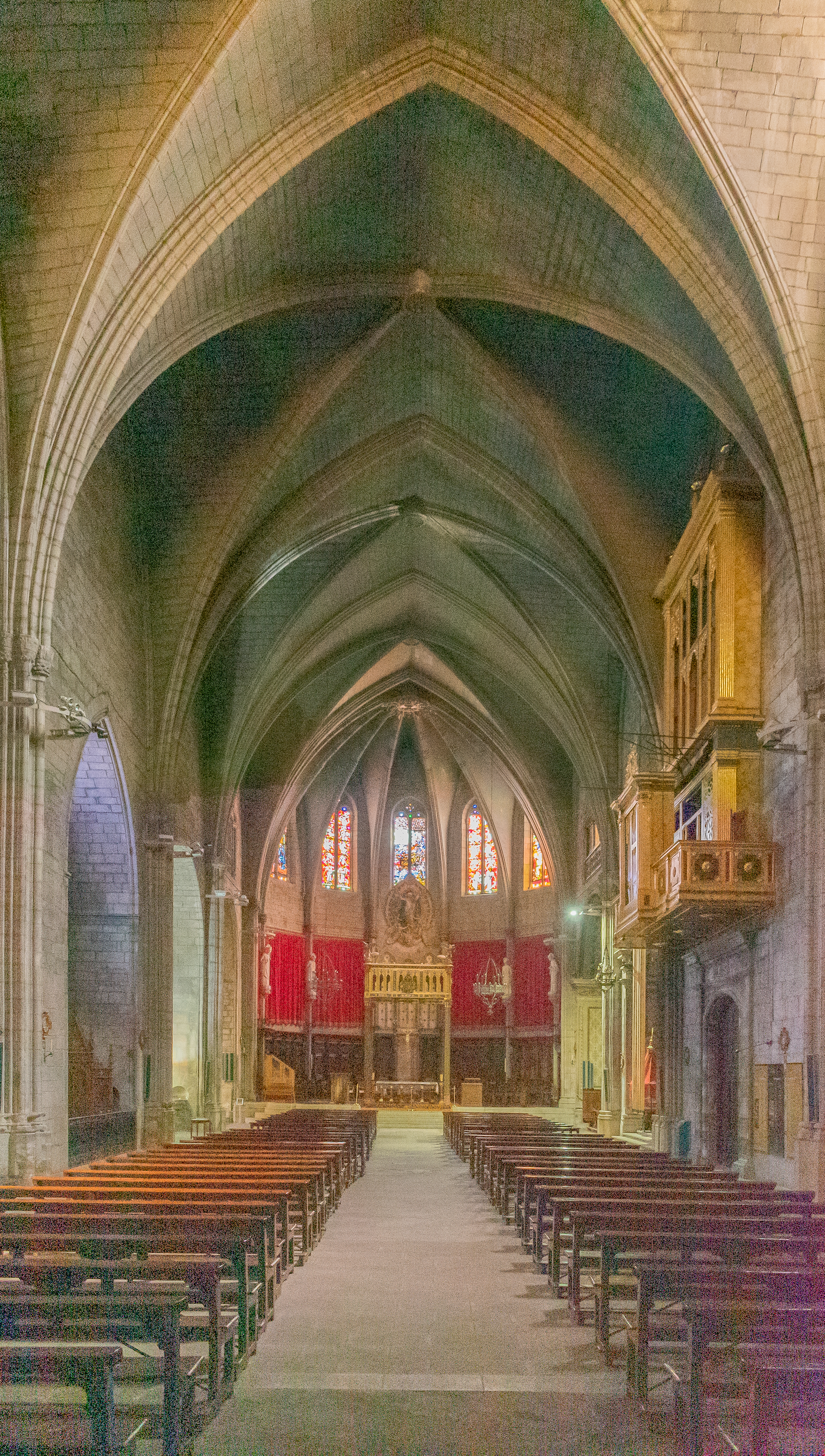
Intérieur de la cathédrale.

## Source
- (es) Cet article est partiellement ou en totalité issu de l’article de Wikipédia en espagnol intitulé « Catedral de Solsona » (voir la liste des auteurs).